# Bahadur Prasad
Bahadur Prasad Singh (né le 1er septembre 1965) est un athlète indien, spécialiste des courses de fond et de demi-fond.

## Biographie
Il remporte deux médailles d'or lors des championnats d'Asie d'athlétisme, sur 1 500 mètres en 1989 et sur 5 000 mètres en 1993. 
Il a détenu jusqu'en 2019 le record d'Inde du 1 500 m (3 min 38 s 00 en 1995), et celui du 5 000 m (13 min 29 s 70 en 1992) jusqu'en 2022.

### Palmarès
| Date | Compétition         | Lieu      | Résultat | Performance |                |
| ---- | ------------------- | --------- | -------- | ----------- | -------------- |
| 1989 | Championnats d'Asie | New Delhi | 1er      | 1 500 m     | 3 min 45 s 77  |
| 1989 | Championnats d'Asie | New Delhi | 2e       | 5 000 m     | 13 min 58 s 93 |
| 1993 | Championnats d'Asie | Manille   | 2e       | 1 500 m     | 3 min 38 s 95  |
| 1993 | Championnats d'Asie | Manille   | 1er      | 5 000 m     | 13 min 41 s 70 |
| 1998 | Jeux asiatiques     | Bangkok   | 3e       | 1 500 m     | 3 min 41 s 48  |

### Records
| Épreuve | Performance    | Lieu       | Date             |
| ------- | -------------- | ---------- | ---------------- |
| 1 500 m | 3 min 38 s 00  | Madras     | 23 décembre 1995 |
| 5 000 m | 13 min 29 s 70 | Birmingham | 27 juin 1992     |